# Histoire de Saint-Sébastien

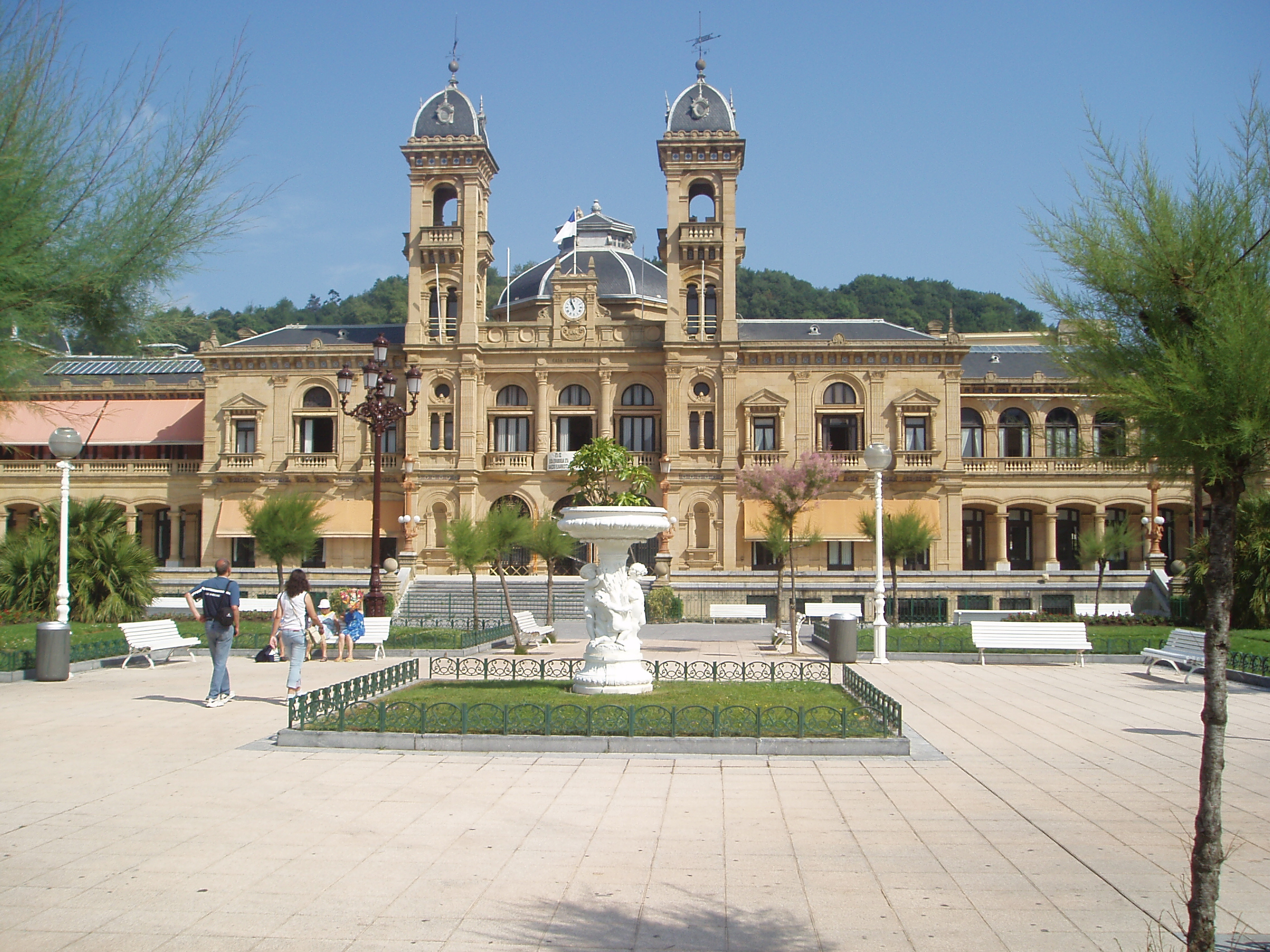
Mairie de Saint-Sébastien

L'histoire de Saint-Sébastien commence avec sa fondation en 1180, ou 1181, au pied du mont Urgull entre la baie de La Concha et l'embouchure de la rivière Urumea. Toutefois, l'endroit était habité auparavant, et les vestiges trouvés à Ametzagaina témoignent de la présence humaine dans les environs depuis 25.000 ans.
Saint-Sébastien, appelée Donostia en basque, a connu divers moments d'apogée comme port d'exportation, liée à la pêche de la baleine, comme centre d’opérations de corsaires et la Compagnie Guipuscoane de Caracas aussi. Étant donné sa position géographique à la tète de la couronne de Castille face au royaume de France depuis 1451, la ville est devenue une place militaire, ce qui contribua à sa destruction en 1813.
Depuis 1863, suivant la tendance initiée par Biarritz (1854), la ville se transforma en ville touristique, au même temps marquée par et parfois au centre des événements qui ont secoué le Pays basque, Espagne et l'Europe. La ville est aujourd'hui la capitale de la province du Guipuscoa (Gipuzkoa), Communaute Autonome Basque, Espagne.

## Origine et fondation
Les premières informations écrites sur Saint-Sébastien font référence à un monastère, situé dans le quartier qui est aujourd'hui appelé Antiguo. Au pied du mont Urgull existait un noyau habité appelé Izurum. Saint-Sébastien apparaît étymologiquement de l'évolution du mot Donebastian (Done = Saint, et de Sebastián).
La première donnée sur la ville est rapportée dans un faux document de 1014 de Sancho III de Navarre dit le Majeur, selon lequel, le monastère de Saint-Sébastien est mis entre les mains de l'abbé de Leyre et l'évêque de Pampelune. Ce document sera confirmé, en 1101, par le roi Pedro Ramirez (Pedro Sánchez I, roi de Navarre et d'Aragon).
Aux XIe et XIIe siècles, le monastère de Saint-Sébastien l'Antiguo, était également le centre spirituel de la vie sociale et administrative naissante de la population de cette zone. En vue de renforcer les frontières et de faire réalité du vieux rêve de la création d'un port par lequel pourrait transiter les laines navarraise et aragonaise, et, un tel port ayant besoin d'être défendu par une ville emmurée, le monarque navarrais Sanche VI de Navarre dit le Sage décida d'appliquer à Saint-Sébastien, le même For vers 1180 qui avait efficacement servi à repeupler Jaca (1135) et Estella (1164). De cette manière le centre du noyau urbain, qui était en voie de formation dans l'Antiguo, se déplace au pied du monte Urgull, grâce au dit For. Cet événement est considéré, par conséquent, comme le moment de la fondation de la ville, en 1180, ou 1181.

## Développement économique et portuaire

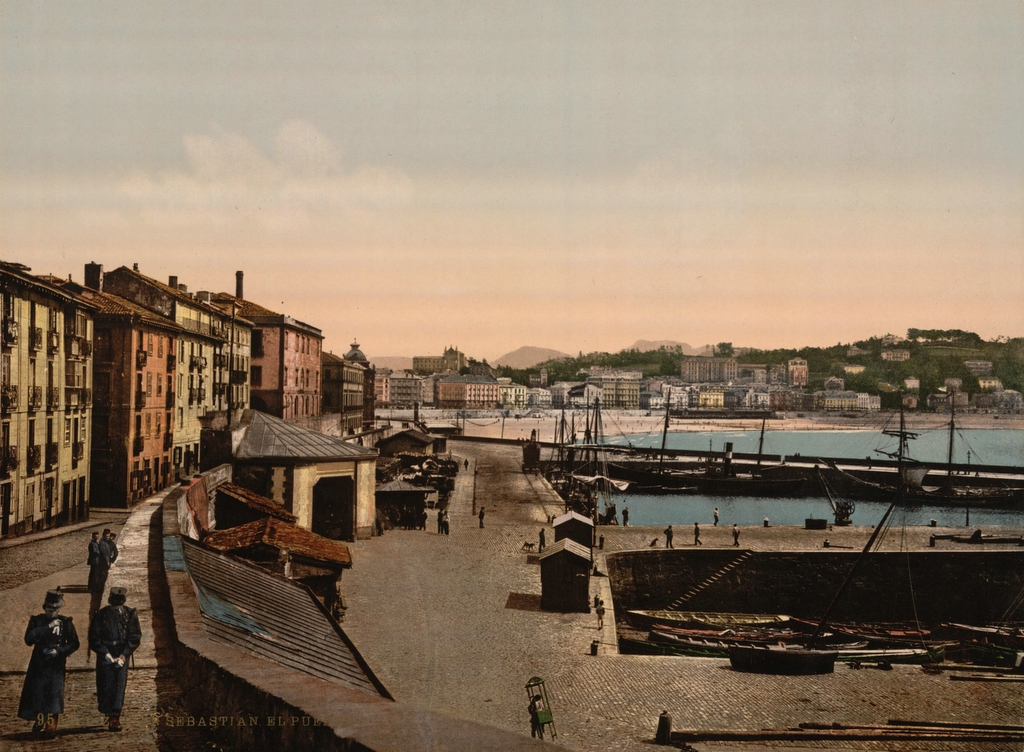
Port de Saint-Sébastien en 1890

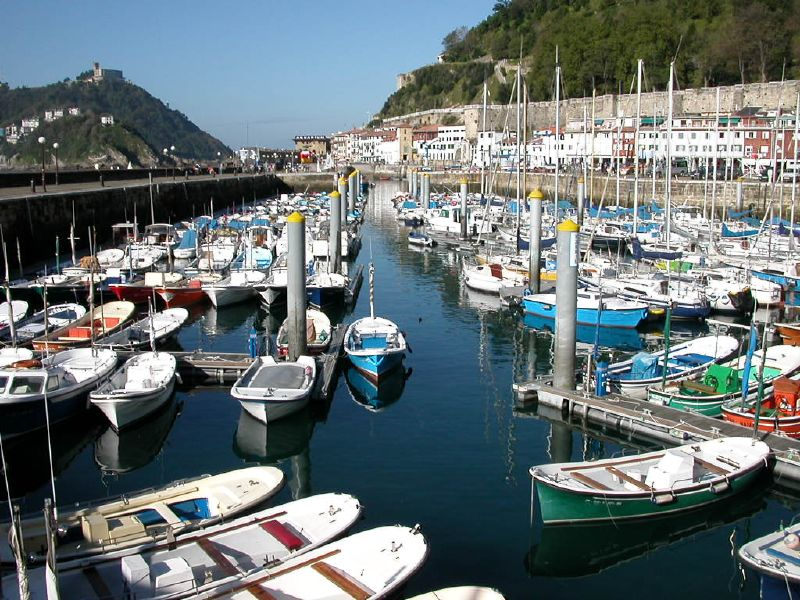
Port de Saint-Sébastien aujourd'hui

Bayonne, qui a fonctionné pendant beaucoup de temps comme port de Navarre, s'est trouvée au XIe siècle avec un port inadapté, englué par les sables des Landes de Gascogne. Ces événements, unis aux avantages de la juridiction récente, ont donné lieu à une importante émigration gasconne (bourgeoisie armateurs et commerçants de Bayonne), qui a occupé tôt et a régi la vieille Izurum romaine, à l'abri des murailles, qui était déjà connue comme ville de Saint-Sébastien.
La ville de Saint-Sébastien naît pour être un port de Navarre, et initialement accomplit sa mission comme tel. Peu de temps après, en 1194, accède au trône Sanche VII de Navarre dit le Fort. Six ans plus tard, Alphonse VIII de Castille, ennemi de Sanche le Fort, conquit Saint Sebastien et Guipuscoa en 1200, les rendent vassales de Castille.
Pour les commerçants de Saint-Sébastien ce changement sera positif, puisqu'il passe d'un port d'un petit état en décadence (la Navarre), prête à tomber sous la dynastie française, à servir de sortie à la mer d'une monarchie, la castillane, beaucoup plus grande, plus riche, et en pleine expansion[réf. nécessaire].
Les Rois de Castille compteront en 1248 pour la première fois avec des forces navales de Saint-Sébastien, qui prendront part en n'utilisant pas l'escadron des maures et le pont de Triana, dont le résultat sera la reddition de la ville de Séville.
Alphonse VIII jurera les fors (juridictions) et entamera la longue série de privilèges accordés à Saint-Sébastien, visant, d'une part, à maintenir un trafic navarrais vigoureux et d'autre part une situation privilégiée des commerçants donostiarrak (gentilé de Saint-Sébastien) sur le marché castillan.
Ses successeurs, Ferdinand III de Castille et, en 1256, Alphonse X de Castille dit le Savant, effectueront de nouvelles fondations de villes, dont l'objectif, entre autres, sera de garantir la sécurité et de doter d'une infrastructure de route qui, traversant l'Alava et le Guipuscoa, unit la Castille avec le port de Saint-Sébastien. Cela a permis un trafic commercial plus intense et plus fluide de la Castille, qui, avec celui de la Navarre, seront la base de la prospérité de Saint-Sébastien.
Cette prospérité est celle qui la fera resurgir des multiples incendies qu'elle subira à partir de 1266, arrivant à brûler complètement six fois en deux siècles et quart.

## Guerres et déclin commercial

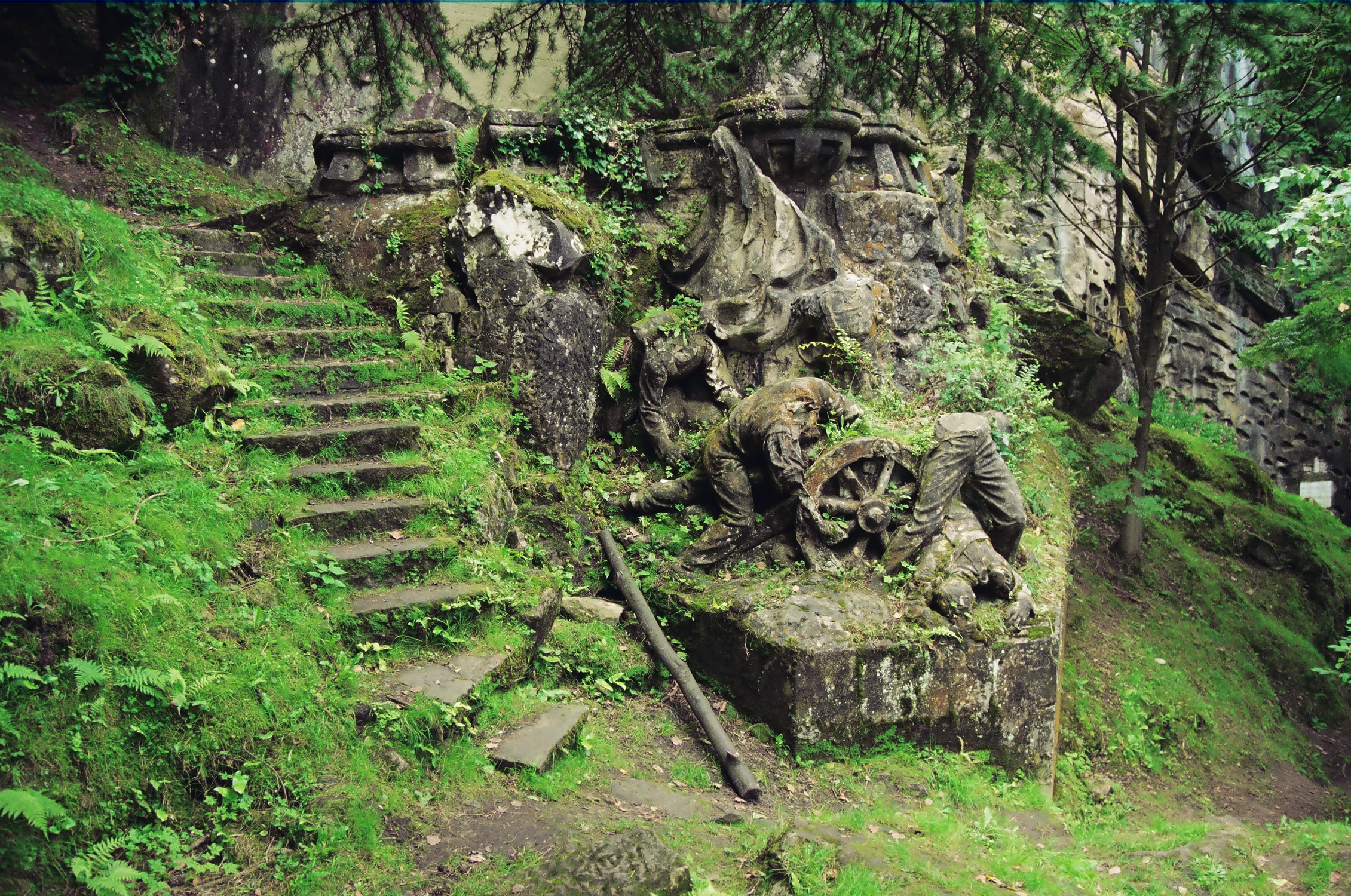
cimetière des anglais sur le Monte Urgull

L'antagonisme anglo-français aboutira à la de guerre de Cent Ans. Les deux puissances chercheront l'alliance avec la Castille, pour son potentiel naval, Alphonse XI de Castille s'ouvrant du côté français (traité de 1336 et postérieurs de 1345). Mais tout cela sans rompre avec les Anglais, maintenant ainsi les relations commerciales entre l'Aquitaine, sous domination anglaise, et le Guipuscoa.
La lutte fratricide des rois Pierre Ier de Castille dit le Cruel et Henri II de Castille, a provoqué au Guipuscoa la division du reste de la province face à Saint-Sébastien, à Mutriku et Getaria. Tandis que le Guipuscoa, qui disposait déjà d'une fraternité dirigée par "los Parientes Mayores", opte pour Henri II, Saint-Sébastien, population bourgeoise, de lignées oligarchiques, adopte une position active contre « les Parientes Mayores », optera pour Pierre Ier.
Au décès de celui-ci, en 1369, assassiné par son demi-frère Henri de Trastamare, et après la montée au trône du bâtard Enrique, la couronne de Castille sera livrée à une alliance décidée avec le monarque français. Cette prise de position a été à l'origine d'une série de tensions avec l'Aquitaine anglaise, fortement touchées par les relations commerciales entre l'Aquitaine et Saint-Sébastien.
D'autre part, la période de la Maison de Trastamare est pour le Guipuscoa celui du désordre maximal dans les guerres de bandes. Une étape dans laquelle les Oñacins et Gamboins se sont livrés à leurs rivalités tragiques, ce qui signifiera pour les donostiarrak des difficultés dans le commerce intérieur.
Un nouvel élément, négatif, s'ajoutera à ces deux, c'est que la Navarre, partie principale et riche du commerce avec le port de Saint-Sébastien, évoluera, pour des motifs dynastiques, en direction française.
Ces trois causes ont apporté à Saint-Sébastien, dans la seconde moitié du XIVe siècle, une conséquence grave, le déplacement des principales lignes de trafic vers Bilbao, diminuant Saint-Sébastien comme centre de gravité du trafic commercial.
Pendant cette longue période, où la province complète est ensanglantée avec la guerre des Bandes, et dans lesquelles les villes essayent de s'allier pour leur faire face, Saint-Sébastien est un réduit de paix. Dans leurs murailles les bourgeois donostiarrak peuvent vivre tranquilles, mais hors d'elles et dans les environs proches, la puissance dynastique et économique « des Parientes Mayores », des oligarques qui obtenaient leur pouvoir de l'industrie ferronnière naissante, affaiblit la périphérie donostiarra, donnant lieu à une réduction du territoire municipal. Ce sera d'abord Oiartzun ensuite Fontarrabie, plus tard Hernani, Andoain, Orio, Usurbil, etc., les communes qui seront successivement ségréguées de Saint-Sébastien.
En janvier 1489 un incendie a réduit la ville en cendres. Cet événement malheureux a eu comme conséquence la construction de la ville en pierre. Cet incendie sera le dernier de l'époque médiévale de Saint-Sébastien. Il n'y a plus de destruction totale jusqu'en 1813.

## De l'empire marchand à la place militaire

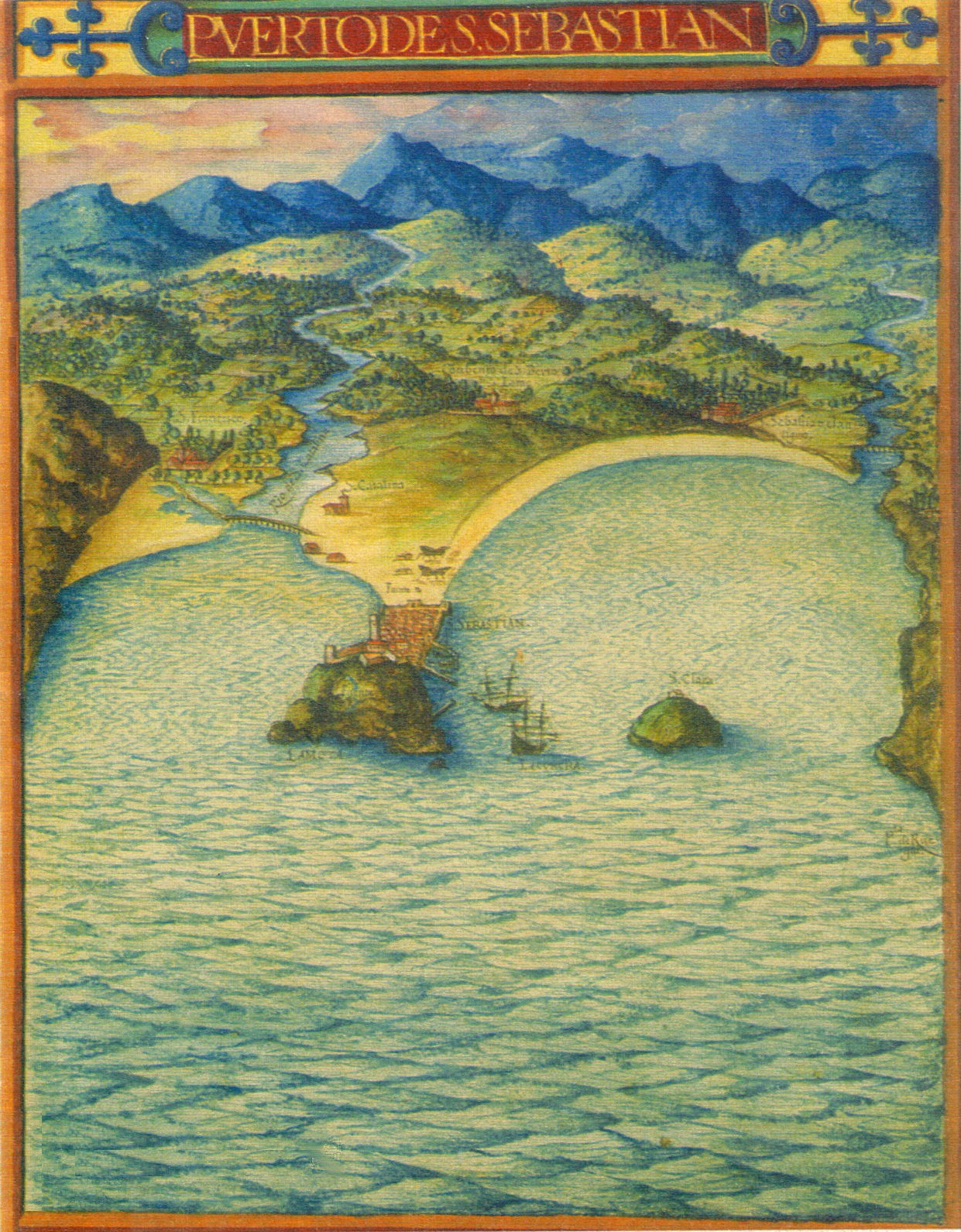
Cartographie de Saint-Sébastien, commandée par Philippee IV en 1622.

Après la catastrophe de 1489, plus qu'une reconstruction de ville il faut parler d'un nouveau mode de vie de la collectivité donostiarra. À partir du dernier quart du XVe siècle, Saint-Sébastien, passera d'un empire marchand à une place militaire de par sa situation stratégique. Son principal port, Pasaia, jusque là essentiellement commercial, sera une base navale de l'Escadron cantabrique, force maritime qui maintiendra pendant des siècles (jusqu'au XIXe) la lutte contre les escadrons français, néerlandais et britanniques.
Ce nouveau rôle de Saint-Sébastien en tant que forteresse, chargée de freiner les attaques françaises, conduira celle-ci dans de nouveaux chemins, par lesquels elle a gagné les titres de Noble et Loyale (Leal).
Dans la période des rois catholiques et Philippe V, trois siècles environ, la ville subira de nombreux emplacements.
Cet état continu de guerre suppose pour Saint-Sébastien une forte détérioration de son économie, motivée par les frais dans les fortifications, le maintien de la garnison, et la chute continue du commerce maritime, qui, à partir de 1573, s'aggrave encore plus, parce que Séville acquerra le monopole des trafics avec l'Amérique.
Après deux siècles d'héroïque sa mission de guerre, Philippee IV, en 1662, lui accorde le titre de Villa.
Avec ce même monarque, Philippe IV, en 1659 elle obtient la paix avec la France, appelée Traité des Pyrénées, raison pour laquelle les classes dirigeantes de Saint-Sébastien retrouvent leur ancienne activité marchande. On fonde ainsi en 1682 les "Iltre". Consulat et la "Casa de Contratación", qui rendra de remarquables services au commerce et à la navigation du Guipuscoa.
Mais tout a été un mirage, la guerre continue, et on doit fortifier la ville, ainsi une discussion aggravée entre les partisans de maintenir les murailles comme élément de défense et ceux qui plaident pour centrer la défense sur le château.
Ces discussions durent et on arrive en 1719 où, pour la première fois, Saint-Sébastien est prise par une forte armée française envoyée par le Duc de Berwik, qui a été trouvé une ville affaiblie dans ses fortifications, et une petite garnison avec pénurie vivres et munitions. La ville a été occupée par une garnison de 2 000 soldats français, jusqu'au 25 août 1721, puis évacuée grâce à la Paix de la Haye.

## Reprise économique

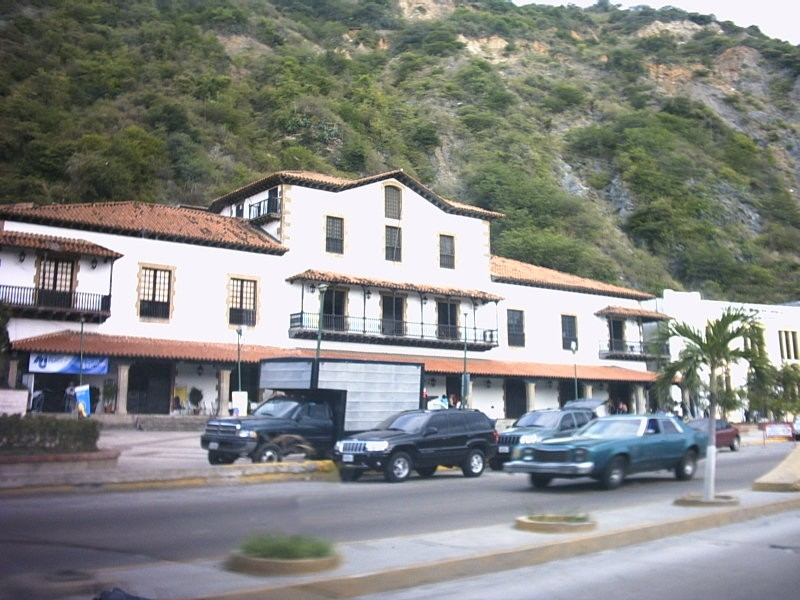
Édifice du siège de la Compañía Guipuzcoana à La Guaira, État de La Guaira - Venezuela

Les soixante-dix années suivantes de paix, avec la fondation de la Compagnie Guipuscoanne de Caracas en 1728, et jusqu'à l'établissement en 1778 du libre commerce avec l'Amérique, seront aussi des années de reprise économique. Dans cette fondation sont présents les intérêts de l'État, qui veut contrôler à nouveau le commerce américain, et les intérêts du groupe de commerçants donostiarrak, qui cherche une sortie à son commerce vapuleado en perdant le trafic de la laine castillane (monopole de Bilbao) et navarraise (dévié à Bayonne).
Parallèlement on abandonne les défenses de la ville, chaque fois plus désuètes et inadéquates, accompagnée d'une croissance de la population, avec de sérieux problèmes d'espace dans les fortifications, menant à une première extension, qui ne sera pas lancée jusqu'au XIXe siècle. Pourtant le décret de libéralisation de 1778 exclut les ports basques du commerce avec les colonies espagnols, qui désormais seront traités par la couronne espagnole comme d'étrangers, leur imposant taxes des douanes et contribuant ainsi à un déclin et une pénurie graduels de la ville pendant les prochaines décennies.

## Guerre de l'indépendance et destruction
Récemment, et à l'occasion de la guerre contre la Convention française, Saint-Sébastien, mal défendue par ces fortifications inefficaces, et sans aucune tentative de défense par le gouverneur militaire, le général Molina, a été occupée par les Français le 4 août 1794. Les troupes de la Convention ont laissé un exemplaire de la guillotine, installée plus tard sur la Plaza Nueva (aujourd'hui Plaza de la Constitución), et qui a été utilisée pour quelques déserteurs.
Saint-Sébastien est occupée en 1808 par les troupes napoléoniennes, entrées dans la Péninsule avec la permission du gouvernement de Manuel Godoy, pour envahir le Portugal par le biais de l'Espagne, et puis José I (José Bonaparte), nouveau souverain d'Espagne, est entré le 9 juin à Saint-Sébastien parcourant la rue Narrica, dans laquelle toutes les fenêtres sont restés fermées.
Le 22 juin 1813, tandis que les troupes de l'armée napoléonienne en retraite passaient la frontière, le général français Emmanuel Rey s'est chargé avec 2.600 soldats de la garde de la place. Les alliés, les troupes anglo-portugaises sous les ordres du Duc de Wellington et le commandement direct de Sir Thomas Graham ont encerclé et isolé la ville avec un fort contingent de troupes et armes.
Depuis ce moment et jusqu'à la prise de la ville le 31 août, se jouent des deux côtés les mouvements tactiques préalables au combat. Entre-temps les Français délogent de la place des militaires "francisés" (afrancesados) qui s'étaient installés à Saint-Sébastien, invitant la population à l'évacuer, prennent le couvent de San Bartolomé, incendient les maisons des extra-muros. Les troupes anglo-portugaises ferment la fortification en y plaçant toutes les batteries.
Le premier assaut de la ville se produit le 25 juillet, une fois qu'ils ont considéré que les projectiles lancés ont ouvert une anfractuosité suffisamment grande, l'assaut est rejeté par les Français produisant de lourdes pertes aux troupes anglo-portugaises. Le 4 août, vingt et un des habitants qui avaient pu sortir de Saint-Sébastien avant de se produire l'emplacement, envoient au Duc de Wellington un rapport de la situation dans laquelle se trouve la ville. Cette note n'est jamais arrivée aux mains du général anglais, car le général espagnol, Miguel Ricardo de Álava, ne l'a pas considéré opportun.
À l'aube du 31 août 1813, et après plusieurs jours de bombardement intense, dans lequel on obtient un agrandissement de l'anfractuosité (par où sont entrées en 1719 les troupes françaises), l'assaut est donné par une colonne de volontaires, appelés "les désespérés". Quand ces derniers arriveront à la partie haute de l'ouverture dans la paroi, ils seront surpris de se trouver à quatre mètres de hauteur, les Français profitant de cette surprise pour les cribler sans hésitation.
Quand une nouvelle retraite semblera plus judicieuse, un incendie fortuit et l'explosion d'une réserve de munitions françaises crée la confusion dans ce côté. L'événement est mis à profit par les assaillants, obligeant les troupes françaises à se replier vers le Château, où elles capituleront le 8 septembre.
Durant cette période la troupe alliée a incendié, pillé, violé et assassiné. Le pillage a duré six jours et demi, sauvant de l'incendie les deux paroisses et trente-cinq maisons, situées dans la rue Trinidad, qui pour un tel motif porte actuellement le nom du 31 de Agosto. Ces maisons n'ont pas été brûlées parce qu'elles servaient de logement pour les fonctionnaires britanniques et portugais, tandis qu'ils entamaient l'attaque au Château.
Le recensement d'habitants, qui avant l'encerclement s'élevait à quelque 5.500, était descendu à 2.600.
Deux pierres avec des inscriptions de ce triste événement ont été découvertes, l'une dans l'entrée de la rue San Jerónimo, et une autre qui a été découverte par l'ambassadeur du Royaume-Uni dans la cour d'armes du Château, le 31 août 1963.

## Reconstruction et capitale
Les habitants les plus représentatifs se sont réunis dans les alentours, dans le quartier de Zubieta, et ont décidé de reconstruire la ville.
Il faut souligner, dans cette tâche de reconstruction, que ce sera l'architecte Pedro Manuel de Ugartemendía. En 1816 on approuve le plan définitif et une confrontation se produira entre militaires et civils, sur le positionnement de la ville, sur la convenance ou non de maintenir les fortifications comme élément de défense. Le travail sera exécuté sous la protection du roi Ferdinand VII, qui maintiendra les parois.
La division du royaume en cinquante-deux provinces, établit la capitalité du Guipuscoa à Saint-Sébastien, jusqu'alors à celle-ci il s'était alterné entre Saint-Sébastien, Tolosa, Azpeitia et Azkoitia, en fonction de l'endroit où on faisait les réunions de Juntes et résidait le Corrégidor (représentant du roi dans la Province).
Avec l'invasion en 1823 des Cent mille fils de San Luis, on établira le régime absolutiste, qui apportera par conséquent le transfert de la capitale du Guipuscoa à Tolosa. En 1854 Saint-Sébastien est déclarée capitale de la province. On décide le recul des douanes à l'Ebre, mesure qui profite à la province, et la fermeture de Saint-Sébastien comme port habilité pour le commerce avec l'Amérique.

## Saint-Sébastien la libérale

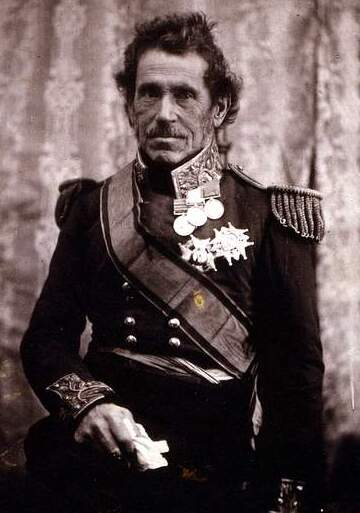
Sir George Lacy Evans

Dans la province on rencontre deux familles: les carlistes et les libéraux, ces derniers partisans de la Constitution. Tous les deux défendaient les juridictions (For), mais de manière différente. Saint-Sébastien optera pour le libéralisme face à la plus grande partie du Guipuscoa rurale.
Le 29 septembre 1833, au décès de Ferdinand VII, sa fille, de trois ans, Isabelle II hérite du trône. Deux jours après le décès de son frère, Charles revendiquera ses droits au trône. La mairie de Saint-Sébastien sera la première qui reconnaît Isabelle comme souveraine de l'Espagne, en proclamant le règne devant son image, sur la Plaza Nueva (aujourd'hui de Plaza de la Constitución), le 2 octobre.
Le produit de cette situation sera le début de la Première Guerre Carliste, appelée « des Sept Ans ».
Le 6 décembre 1835 les carlistes se positionneront aux portes de la ville, sollicitant sa reddition. Devant le refus ils commenceront à la bombarder. Saint-Sébastien, qui, pour protéger la cause libérale, comptait depuis le 10 juillet 1835 d'une légion anglaise commandée du George de Lacy Evans, a défendu la ville en subissant de nombreuses pertes. Sa mission accomplie, la légion anglaise a été dissoute et s'est retournée à sa patrie en 1838, laissant derrière de nombreux morts et blessés.
En son honneur on a inauguré, le 28 septembre 1924 le Cimetière appelé "Cimetière des Anglais", qui se situe sur le mont Urgull. Les troupes ont été hébergées à Ategorrieta, où sera édifié plus tard le collège de Notre-Dame, dont la place voisine s'appelle Constitution Hill. En guise de protestation contre l'absolutisme carliste les paysans de la zone le traduiront comme "meurt la Constitution" (hil en basque signifie décès).
En 1839 se produira le Convention de Bergara (signée à Ognate) entre Maroto, chef des forces carlistes, et Espartero, mettant fin à la guerre. En accomplissant la Convention, une fois réunies les  Cortes espagnols, ils reconnaîtront le régime statutaire des provinces basques.

## Démolition des murailles et expansion

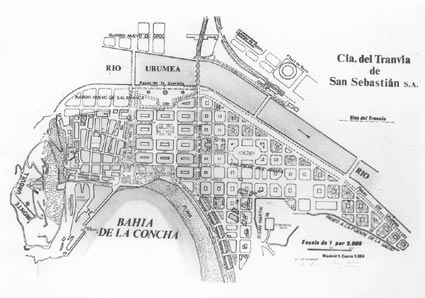
Plan de cité vers 1888 édité par la compagnie de tramway de Saint-Sébastien, créée en 1886, première compagnie a électrifier toutes ses lignes en Espagne.

La croissance démographique donostiarra, 9 000 habitants dans le noyau urbain, pose de sérieux problèmes d'entassement dans laquelle ils vivent dans leurs fortifications. Huit années de gestion et confrontation avec les militaires ont été nécessaires, qui tiennent à maintenir les parois, pour qu'à la fin et grâce à l'intercession les généraux Prim et Lerchundi, arrivent les nouvelles tellement attendues par le conseil municipal et les habitants: l'ordre de démolition des fortifications. Celle-ci sera reçue par le maire Eustasio Amilibia, celui qui se trouvant dans le Théâtre Principal, reçoit un télégramme du Duc de Mandas, en communiquant l'accord du Gouvernement pour la démolition de ces dernières.
Le 4 mai 1863, aux accords d'une marche expressément effectuée pour un tel événement, on enlève la première pierre qui, mise en pièces, sera distribuée parmi les hôtes du premier rang.
C'est un autre des moments importants à travers l'histoire, dans laquelle Saint-Sébastien change d'orientation. Finie son étape dont la forteresse empêchera la fonction de capitale de la province et commence son expansion reflétée dans le Plan Antonio Cortázar pour la nouvelle ville. Plan qui produira de fortes polémiques entre les partisans d'un boulevard ou alameda qui sépare l'ancien quartier du nouveau ("boulevaristes") et les opposants ("antiboulevaristes").
Le plan de la ville publié vers 1888 par la compagnie de tramway de Saint-Sébastien, créée en 1886, sera la première compagnie a électrifier toutes ses lignes en Espagne.
En 1872 commence la troisième Guerre Carliste,. Devant cette nouvelle menace Saint-Sébastien a construit en 1873 de nouvelles fortifications de défense depuis Santa Catalina jusqu'à San Bartolomé, en remplacement des parois disparues.

## Cité de villégiature des Cortes
Au décès du roi Alphonse XII, en 1885, sa veuve la Reine Régente Marie-Christine transfère tous les étés les Cortes à Saint-Sébastien, résidant dans le Palais de Miramar. La mairie de Saint-Sébastien en reconnaissance de lcet honneur en faveur de la ville, la nommera maire honoraire. Par la suite, déjà en plein développement de l'étendue des Cortes, la construction du Casino en 1887 augmentera le nombre de villégiature.
Au début du XXe siècle Saint-Sébastien maintient la tendance de la fin du siècle précédent, dans la ligne de son amélioration comme capitale d'été et centre administratif et politique de la province, dont les communes subissent une forte augmentation démographique et une importante avance dans leur industrialisation. Ce sera des années de consolidation avec la constitution différentes banques et de caisses d'épargnes.
De même au début du siècle, en 1904, apparaissent à Saint-Sébastien les premiers noyaux du nationalisme.
Dans la capitale du Guipuscoa on mènera à bien des initiatives dans différents secteurs : parcs et espaces de loisir (Ulía, Igueldo, plage d'Ondarreta, acquisition de la forteresse d'Urgull…), installations d'aide, transport public…, durant les années 1920 interviennent même dans les secteurs de son environnement, avec la construction du golf et du circuit automobile à Lasarte et de l'hippodrome à Zubieta.

## Splendeur et déclin
En 1914, et avec le début de la Première Guerre mondiale, Saint-Sébastien se transforme en ville la plus cosmopolite d'Europe. Dans son casino se donneront rendez-vous tous les personnages la vie européenne, de Mata Hari, Léon Trotsky, Maurice Ravel, Romanones, Pastora Empire, les toreros de renommée, de riches banquiers… S'y prolonge le temps de la « Belle Époque », et à Saint-Sébastien agissent la compagnie française d'opérette, les Ballets russes, chantants des opéras et beaucoup autres artistes célèbres.
À la suite de la Première Guerre mondiale on consolide l'industrialisation croissante du secteur, donnant lieu à un important mouvement migratoire, à de base d'importants groupes prolétaires d'où apparaît le Mouvement ouvrier (movimiento obrero). Devant la répression de la dictature de Primo de Rivera (1923 à 1930), les organisations ouvrières basques traverseront une période de crise, diminuant le nombre d'adhérents à l'UGT à Saint-Sébastien passant de 4 000 à 2 700.
En 1925, on interdit le jeu et le casino est fermé. Le facteur vacances perd aussi sa force, tandis que croît la fonction de Saint-Sébastien comme capitale de province dans ses tâches d'administration publique et de services, chaque jour plus croissants. Dans cette décennie elle compte plus de 61 000 habitants.
En 1930, les chefs des différents partis politiques républicains se réunissent à Saint-Sébastien pour décider d'un accord commun, connue comme le Pacte de Saint-Sébastien, qui mettra un terme à la monarchie et apportera la république.

## Saint-Sébastien et le franquisme
Peu de temps avant la guerre civile, le 13 septembre 1936, Saint-Sébastien tombe entre les mains des nationalistes.
Suivent des années critiques, avec pénurie d'aliments et d'essence, rationnement de tabac, manque de matériel dans les industries, files d'attente pour l'acquisition de beaucoup d'articles…
Une fois la guerre terminée, on crée en 1939 la Quinzaine Musicale, dont le siège initial est dans le théâtre Kursaal, se déplaçant en 1940 au théâtre Victoria Eugenia. Par le biais de celui-ci on offrira de grands spectacles et l'activité de grandes figures de la musique.
Le franquisme maintiendra à Saint-Sébastien le rôle de ville de villégiature. Franco résidera le mois d'août de 1940 à 1975 dans le Palacio d'Ayete, qui a été acheté par la mairie a été offert au chef de l'État. Pendant cette période ont lieu dans ce lieu les Conseils des Ministres.
Dans les années 1940 et au début des années 1950 on reprend le développement de la ville, avec le projet d'étendue du quartier d'Eguia et du début de la construction de celui d'Amara, dans les marais de l'Urumea.
En 1950 Saint-Sébastien compte 113 776 habitants, ce qui représente 30 % du total de la province.

## Arts et festival de cinéma
De nos jours commence à se former l'idée d'une caractérisation de l'artiste basque. Apparaît à Saint-Sébastien l'Association Artistique du Guipuscoa. Ce sont des années dorées pour le théâtre amateur de la ville, étrennant tous les dimanches une œuvre nouvelle.
Avec la conclusion du premier Festival International de Cinéma en 1953, Saint-Sébastien sera le lieu de rencontre de gens du septième art, en passant par Audrey Hepburn, Ava Gardner, Gregory Peck, Alfred Hitchcock, Vittorio Gassman, Charlton Heston…
Durant ces années alors le Príncipe l'Espagne, Juan Carlos de Borbón y Borbón, et de son frère l'Infant Don Alfonso résident dans le Palais de Miramar.

## Expansion territoriale et démographique
Dans les années 1960 un fort processus d'expansion urbaine se déchaîne, avec la construction de nombreux logements, à cause d'un important phénomène d'immigration attirée par l'industrie naissante. Cette expansion était due également à l'accroissement de la natalité dans la province. La ville continue sa consolidation avec le développement de l'étendue du quartier d'Amara.
Tant Saint-Sébastien que sa périphérie se transforment en récepteurs d'importants courants migratoires, plus de 40 % provenant hors du Pays basque. Les quartiers Alza, Amara, Gros et d'Eguia, d'un plus grand volume démographique, sont ceux qui reçoivent un plus grand pourcentage d'émigrants.
Ce flux migrateur, associé au caractère de capitale estivale de la ville, provoquera une forte demande de terrain, transformant l'investissement immobilier en une source sûre et lucrative de recettes.
En 1965 Saint-Sébastien souffrira un des temps forts du siècle avec des vagues de plus de 15 mètres passant au-dessus du pont du Kursaal, les rues de la Parte Vieja étant inondées au moment de la pleine mer.
La mairie donostiarra s'ajoutera en 1966 à l'initiative d'approuver une motion, sollicitant la suppression du décret de 1937 qui laissait le Guipuscoa sans les Concerts Economiques.
À cette même date on créera le Festival de Jazz de Saint-Sébastien, unique en Espagne pendant des années.
Dans les années 1960 Saint-Sébastien, noyau de la renaissance culturelle basque et du mouvement politique nationaliste, sera la scène de nombreuses manifestations, avec des états d'exception par décret en 1968 et 1969. Cette situation sera prolongée spécialement pendant les années 1970, une fois arrivée la fin de la période franquiste (1975).
Avec la réforme politique apparue après cette période et avec l'approbation du statut de Guernica, on établit un nouveau Concert Économique en 1981.
La capitale continuera à effectuer ses fonctions administratives, culturelles, commerciales et touristiques. Entretemps quelques quartiers et les villages du secteur assumeront des fonctions industrielles, de petits services et résidentiels pour la classe des travailleurs.

## Source
- (es) Cet article est partiellement ou en totalité issu de l’article de Wikipédia en espagnol intitulé « Historia de San Sebastián » (voir la liste des auteurs).